# آهويتزوتل
آهويتزوتل (بالإنجليزية: The ahuizotl)‏، والاسم يعني بلغة النواتل القديمة "شيء مائي ذو أشواك أو كلب الماء"؛ هو مخلوق أسطوري في أساطير الأزتيك. يُقال بأنَّه يُغري الناس للذهاب نحو لقاء حتفهم. واتخذ هذا المخلوق كتعويذة من قبل الحاكم الذي يحمل نفس الاسم، وقيل إنه "صديق لآلهة المطر".